# Ballée
Ballée korábbi község Franciaország Loire mente régiójában, Maine-et-Loire megyében. 2017. január 1-jén Épineux-le-Seguin korábbi községgel egyesült és az így létrejött Val-du-Maine új község része lett.
Lakosainak száma 687 fő (2018. január 1.). Ballée Chémeré-le-Roi, Beaumont-Pied-de-Bœuf, Épineux-le-Seguin, Préaux, Saulges és Auvers-le-Hamon községekkel határos.

## Népesség
A település népességének változása:
| Lakosok száma | 699  | 675  | 938  | 677  | 687  |
|               | 2013 | 2015 | 2016 | 2017 | 2018 |